# 로버트 그레이브스
로버트 폰 랑케 그레이브스(Robert von Ranke Graves, 1895년 7월 24일 ~ 1985년 12월 7일)는 영국의 시인, 역사 소설가, 비평가, 고전학자이다. 아버지는 유명한 아일랜드 시인이자 아일랜드 문예 부흥 운동에 참여한 앨프리드 퍼시벌 그레이브스로, 둘 모두 켈트학자이자 아일랜드 신화 연구자였다. 그레이브스는 평생동안 140여편 이상의 작품을 남겼다. 그의 시를 비롯해 그리스 신화의 번역과 혁신적인 분석, 제1차 세계 대전에서의 역할을 비롯하여 자신의 초기 생애를 다룬 회고록 《모든 것에 안녕을》(Good-Bye to All That), 시적 영감에 대한 추측에 근거한 그의 연구 《하얀 여신》은 꾸준히 재발행되고 있다.
로버트 그레이브스는 글쓰기를 통해 생계를 유지하였는데, 특히 역사 소설 《나는 황제 클라우디우스다》, 《예수 왕》, 《황금 양털》, 《벨리사리우스 백작》 등이 유명하다. 또한, 고전 라틴어와 고대 그리스 문헌 번역으로도 잘 알려져 있는데, 《열두 명의 카이사르》와 《황금 당나귀》 번역은 명료하고 재미있는 문체로 여전히 인기가 있다. 그레이브스는 1934년 《나는 황제 클라우디우스다》와 《신 클라우디우스》로 제임스 테이트 블랙 기념상을 수상하였다.

## 같이 보기
- 조지프 캠벨
- 미르체아 엘리아데
- 마거릿 머레이

## 참고 문헌
- Graves, Robert (1960). Good-Bye to All That, London: Penguin.
- Seymour, Miranda (1995). Robert Graves, Life on the Edge, London: Doubleday. ISBN 0-385-40860-9